# Formula TT 1985
Die Formula-TT-Saison 1985 war die neunte in der Geschichte der Formula TT und wurde von der Fédération Internationale de Motocyclisme als offizielle Weltmeisterschaft ausgeschrieben.
In der TT-F1-Klasse wurden sechs und in der TT-F2-Klasse vier Rennen ausgetragen.

## Punkteverteilung
| Punktewertung | Punktewertung | Punktewertung | Punktewertung | Punktewertung | Punktewertung | Punktewertung | Punktewertung | Punktewertung | Punktewertung | Punktewertung |
| ------------- | ------------- | ------------- | ------------- | ------------- | ------------- | ------------- | ------------- | ------------- | ------------- | ------------- |
| Platz         | 1             | 2             | 3             | 4             | 5             | 6             | 7             | 8             | 9             | 10            |
| Punkte        | 15            | 12            | 10            | 8             | 6             | 5             | 4             | 3             | 2             | 1             |

In die Wertung kamen alle erzielten Resultate.

## Wissenswertes
- Die Formula TT wurde 1985 in zwei Klassen ausgeschrieben.
  - In der TT-F1-Klasse waren Viertakter von 600 bis 1000 cm³ Hubraum und Zweitakter mit Hubräumen von 350 bis 500 cm³ erlaubt.
  - In der TT-F2-Klasse waren Viertakter von 400 bis 600 cm³ Hubraum und Zweitakter mit Hubräumen von 250 bis 350 cm³ erlaubt.
- Das Rennen in den Niederlanden wurde im Rahmen des Motorrad-WM-Laufes der Dutch TT ausgetragen.

## TT-F1-Klasse

### Rennergebnisse
|   | Datum  | Rennen                | Strecke         | Platz 1     | Platz 2            | Platz 3           |
| - | ------ | --------------------- | --------------- | ----------- | ------------------ | ----------------- |
| 1 | 01.06. | 67. Isle of Man TT    | Mountain Course | Joey Dunlop | Tony Rutter        | Sam McClements    |
| 2 | 29.06. | 55. Dutch TT          | Assen           | Joey Dunlop | Mick Grant         | Mark Salle        |
| 3 | 07.07. | Portugal              | Vila Real       | Joey Dunlop | Graeme McGregor    | Mick Grant        |
| 4 | 13.07. | Spanien               | Montjuïc        | Joey Dunlop | Dieter Rechtenbach | Kees van der Endt |
| 5 | 17.08. | 56. Ulster Grand Prix | Dundrod         | Joey Dunlop | Mick Grant         | Graeme McGregor   |
| 6 | 29.09. | Deutschland           | Hockenheim      | Joey Dunlop | Anders Andersson   | Mario Rubatto     |

### Fahrerwertung
| 1  | Joey Dunlop        | Honda 750               | 90 |
| 2  | Mick Grant         | Suzuki 750              | 40 |
| 3  | Graeme McGregor    | Suzuki 750              | 32 |
| 4  | Tony Rutter        | Suzuki 750 / Ducati 750 | 18 |
| 5  | Mark Salle         | Suzuki 750              | 15 |
| 6  | Dieter Rechtenbach | Cagiva 750              | 12 |
| 7  | Anders Andersson   | Suzuki 750              | 12 |
| 8  | Sam McClements     | Yamaha 750              | 10 |
|    | Kees van der Endt  | Kawasaki 750            | 10 |
|    | Mario Rubatto      | Suzuki 750              | 10 |
|    | Christian Monsch   | Honda 750 / Suzuki 750  | 10 |
| 12 | Des Barry          | Yamaha 750              | 10 |
| 13 | Peter Rubatto      | Honda 750               | 8  |
|    | Gary Padgett       | Yamaha 500              | 8  |
|    | Holger Krause      | Yamaha 750              | 8  |
|    | Phil Mellor        | Yamaha 500              | 8  |
| 17 | Ray Swann          | Kawasaki 750            | 7  |
| 18 | Dave Dean          | Suzuki 750              | 6  |
|    | Roland Brown       | Suzuki 750              | 6  |
|    | Hans Coster        | Kawasaki 750            | 6  |

| 21 | Patrick Orban              | Yamaha 750   | 6 |
| 22 | Dirk Brand                 | Suzuki 750   | 5 |
|    | Christian van Nieuwenhuyse | Suzuki 750   | 5 |
|    | Johnny Rea                 | Yamaha 750   | 5 |
|    | Steve Parrish              | Yamaha 750   | 5 |
| 26 | Geoff Johnson              | Yamaha 500   | 5 |
| 27 | Rob Vine                   | Yamaha 750   | 4 |
|    | Steven Cull                | Ducati 750   | 4 |
|    | Mark van der Endt          | Honda 750    | 4 |
|    | Asa Moyce                  | Kawasaki 750 | 4 |
|    | Bernd Caspers              | Suzuki 750   | 4 |
| 32 | Helmut Dähne               | Yamaha 750   | 3 |
|    | Henk de Vries              | Yamaha 750   | 3 |
|    | Kenny Irons                | Yamaha 750   | 3 |
| 35 | Eddie Roberts              | Suzuki 750   | 2 |
|    | Patrick Bettendorf         | Honda 750    | 2 |
|    | Alan Jackson sr.           | Suzuki 750   | 2 |
| 38 | Andy McGladdery            | Suzuki 750   | 2 |
| 39 | Bill Simson                | Kawasaki 750 | 1 |
|    | Gary Lingham               | Suzuki 750   | 1 |

## TT-F2-Klasse

### Rennergebnisse
|   | Datum  | Rennen                | Strecke         | Platz 1     | Platz 2       | Platz 3       |
| - | ------ | --------------------- | --------------- | ----------- | ------------- | ------------- |
| 1 | 01.06. | 67. Isle of Man TT    | Mountain Course | Tony Rutter | John Weeden   | Gary Padgett  |
| 2 | 07.07. | Portugal              | Vila Real       | Brian Reid  | Tony Rutter   | Gary Padgett  |
| 3 | 13.07. | Spanien               | Montjuïc        | Brian Reid  | John Weeden   | Tony Rutter   |
| 4 | 17.08. | 56. Ulster Grand Prix | Dundrod         | Brian Reid  | Eddie Laycock | Neil Tuxworth |

### Fahrerwertung
| 1  | Brian Reid      | Yamaha 350   | 45 |
| 2  | Tony Rutter     | Ducati 600   | 37 |
| 3  | John Weeden     | Yamaha 350   | 24 |
| 4  | Gary Padgett    | Yamaha 350   | 20 |
| 5  | Walter Hoffmann | Yamaha 350   | 19 |
| 6  | Neil Tuxworth   | Yamaha 350   | 16 |
| 7  | Ray Swann       | Kawasaki 550 | 13 |
| 8  | Eddie Laycock   | Yamaha 350   | 12 |
| 9  | Steven Cull     | Ducati 600   | 11 |
| 10 | Des Barry       | Yamaha 350   | 9  |
| 11 | Con Law         | Yamaha 350   | 8  |
| 12 | Steve Williams  | Yamaha 350   | 8  |

|    | Gene McDonnell  | Yamaha 350   | 8 |
| 14 | Geoff Johnson   | Yamaha 350   | 8 |
| 15 | John Brindley   | Yamaha 350   | 6 |
| 16 | Andy McGladdery | Ducati 600   | 5 |
| 17 | Franz Willems   | Ducati 600   | 5 |
| 18 | Bill McCormack  | Kawasaki 600 | 3 |
| 19 | Mick Hunt       | Kawasaki 600 | 2 |
|    | Marc Granié     | Ducati 600   | 2 |
| 21 | Nick Jefferies  | Yamaha 350   | 1 |
|    | Ronan Sherry    | Ducati 600   | 1 |
|    | Ignazio Galofre | Kawasaki 550 | 1 |